# 黑腹绒鼠
黑腹绒鼠（学名：Eothenomys melanogaster）为仓鼠科绒鼠属的动物。分布于台灣本島以及中国大陆的陕西、贵州、安徽、云南、甘肃、四川、广东、福建、浙江等地，多生活于山地森林。该物种的模式产地在四川宝兴。

## 亚种
- 黑腹绒鼠福建亚种（学名：Eothenomys melanogaster colurnus），Thomas于1911年命名。在中国大陆，分布于广东、安徽、福建、浙江等地。该物种的模式产地在福建挂墩。[2]
- 黑腹绒鼠台湾亚种（学名：Eothenomys melanogaster kanoi），Tokuda于1937年命名。在台灣，分布于阿里山等地。该物种的模式产地在台湾。[3]
- 黑腹绒鼠滇西亚种（学名：Eothenomys melanogaster libonotus），Hinton于1923年命名。在中国大陆，分布于云南（西部、西北部）等地。该物种的模式产地在阿萨姆米什米山。[4]
- 黑腹绒鼠指名亚种（学名：Eothenomys melanogaster melanogaster），Milne-Edwards于1871年命名。在中国大陆，分布于陕西（南部）、甘肃（南部）、四川（西部）等地。该物种的模式产地在四川宝兴。[5]
- 黑腹绒鼠甘洛亚种（学名：Eothenomys melanogaster mucronatus），G. Allen于1912年命名。在中国大陆，分布于贵州（绥阳）、云南（丽江）、四川（甘洛、石棉）等地。该物种的模式产地在四川甘洛。[6]